# John Putnam Chapin

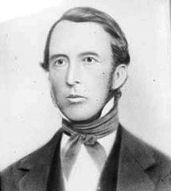
John Putnam Chapin

John Putnam Chapin (* 21. April 1810 in Bradford, Orange County, Vermont; † 27. Juli 1864 in Chicago, Illinois) war ein US-amerikanischer Politiker. In den Jahren 1846 und 1847 war er Bürgermeister der Stadt Chicago.

## Werdegang
Vor seiner Zeit in Chicago war John Chapin in Haverhill (New Hampshire) im Handel tätig. Im Jahr 1832 kam er nach Chicago, das damals offiziell noch nicht einmal gegründet war. Die Gründung erfolgte im Jahr 1833. Er fungierte bis 1843 als Teilhaber einer Handelsfirma, die sich dann auflöste. Danach wurde er für die Canal Boat Transportation Company tätig. Politisch schloss er sich der Whig Party an und war mehrfach Mitglied im Stadtrat.
1846 wurde Chapin mit über 55 % der Wählerstimmen für ein Jahr zum Bürgermeister der Stadt Chicago gewählt. Seine Amtszeit verlief ohne nennenswerte Vorkommnisse. Nach der Auflösung der Whigs schloss er sich der neuen Republikanischen Partei an. Er war zwischenzeitlich auch Vizepräsident des Chicago Board of Trade. John Chapin starb am 27. Juli 1864 in Chicago.